# Краснознаменский (Урицкий район)
Краснозна́менский — посёлок в Урицком районе Орловской области России. Входит в состав Архангельского сельского поселения.

## География
Посёлок находится на левом берегу реки Лубна, на расстоянии 14 км к западу от посёлка городского типа Нарышкино, административного центра района.

### Часовой пояс
Посёлок Краснознаменский, как и вся Орловская область, находится в часовой зоне МСК (московское время). Смещение применяемого времени относительно UTC составляет +3:00.

## Население
| 2010 |
| ---- |
| 5    |

## Улицы
В деревне имеется одна улица — Красноармейская.